# Stephen Dunham
Stephen Dunham (n. 14 septembrie 1964, Boston, Massachusetts, SUA – d. 14 septembrie 2012, Burbank, California, SUA) a fost un actor american. Acesta era cunoscut datorită rolului său din serialul DAG⁠(d), iar la nivel internațional pentru rolurile lui Isaac Henderson în filmul Mumia și Dr. Paul Chamberlain în Soacra mea e o scorpie⁠(d).

## Biografie
Stephen Dunham s-a născut Stephen Dunham Bowers în Boston, Massachusetts, pe 14 septembrie 1964. A copilărit în Manchester, New Hampshire. A fost căsătorit cu actrița Alexondra Lee⁠(d) și a fost toată viață votant democrat.

### Cariera
Dunham a devenit cunoscut pentru rolul lui Isaac Henderson în filmul Mumia din 1999. Și-a dorit inițial să obțină rolul lui Rick O'Connell⁠(d), însă nu a reușit. Impresionat de talentul său, regizorul Stephen Sommers s-a decis să-i ofere rolul lui Henderson. După această apariție, l-a interpretat pe Hunter Franklin în serialul Oh, Grow Up⁠(d) și pe agentul Edward Pillows în 17 episoade din DAG (2000-2001).
L-a interpretat pe Peter în sezonul 2 al serialului Ghici ce-mi place la tine!⁠(d), iar mai târziu a primit rolul lui Charlie Thorpe în serialul Proprietăți fierbinți⁠(d). De asemenea, a părut în numeroase emisiuni de televiziune și filme: Soacra mea e o scorpie (2005), The Bill Engvall Show⁠(d) (2005), True Jackson, VP⁠(d) (2008) și Scăpați de Smart (2008).
În 2011, a apărut în serialul Hot in Cleveland⁠(d), interpretând un barman amish, iar în 2012, și-a jucat ultimul rol înainte de moarte în Activitate paranormală 4 alături Alexondra Lee, soția sa.

## Moartea
Dunham a suferit un infarct miocardic și a încetat din viață pe 14 septembrie 2012 la vârsta 48 de ani de naștere în Burbank, California. Filmul Activitate paranormală 4 îi este dedicat acestuia.

## Filmografie

### Filme
| An   | Titlu                  | Rol                      | Note          |
| ---- | ---------------------- | ------------------------ | ------------- |
| 1987 | You Talkin' to Me?     |                          | Necreditat    |
| 1995 | Nonstop Pyramid Action | Nick                     | Scurtmetraj   |
| 1999 | The Mummy              | Isaac Henderson          |               |
| 2000 | Nothing Sacred         | Matt                     |               |
| 2000 | Traffic                | Lobbyist                 |               |
| 2002 | Catch Me If You Can    | Pilot #2                 |               |
| 2003 | Anger Management       | Maitre d'                |               |
| 2005 | Monster-in-Law         | Dr. Paul Chamberlain     |               |
| 2008 | Get Smart              | Secret Service Commander |               |
| 2012 | Savages                | Six                      | Necreditat    |
| 2012 | Paranormal Activity 4  | Doug Nelson              | Lansat postum |

### Seriale
| An        | Titlu                 | Rol                         | Note                                 |
| --------- | --------------------- | --------------------------- | ------------------------------------ |
| 1990      | Grand                 | Repairman                   | Episodul „Janice Steals Home”        |
| 1999      | Oh, Grow Up           | Hunter Franklin             | 12 episoade                          |
| 2000–2001 | DAG                   | Agent Edward Pillows        | 17 episoade                          |
| 2002      | The Chronicle         | Louis Phillips              | 2 episoade                           |
| 2002      | Presidio Med          |                             | Episodul „When Approaching a Let-Go” |
| 2003      | Just Shoot Me!        | Andrew the Environmentalist | Episodul „A Simple Kiss of Fate”     |
| 2003      | What I Like About You | Peter                       | 8 episoade                           |
| 2005      | Hot Properties        | Dr. Charlie Thorpe          | 13 episoade                          |
| 2009      | The Bill Engvall Show | Danny                       | 3 episoade                           |
| 2008–2010 | True Jackson, VP      | Chad Brackett               | 2 episoade                           |
| 2011      | Hot in Cleveland      | Abner                       | Episodul „Where's Elka?”             |